# HMS Rainbow (1823)
HMS Rainbow – fregata żaglowa szóstej rangi (sixth-rate) brytyjskiej Royal Navy, zwodowana w 1823, w służbie do 1838 roku.
Okręt zbudowany został w stoczni w Chatham. Uzbrojenie stanowiło 28 dział, w tym 20 karonad 32-funtowych, 6 karonad 18-funtowych i 2 działa 9-funtowe. Długość okrętu wynosiła 34,7 m, szerokość 9,8 m, a wyporność szacowana była na 503 t.
W latach 1825–1829 okrętem dowodził Henry John Rous. Jednostka przydzielona była dowództwu East Indies Station, operującym na Oceanie Indyjskim. W lutym 1827 fregata została zbazowana w Sydney w Nowej Południowej Walii.
W czasie pobytu w Australii okręt był używany do przeprowadza ekspedycji wzdłuż wybrzeży Nowej Południowej Walii i dzisiejszego Queenslandu. Podczas jednej z wypraw badawczych zostały odkryte wyspy North Stradbroke Island oraz South Stradbroke Island.